# Battaglia di Nemea
La battaglia di Nemea fu una battaglia combattuta nella guerra di Corinto tra Sparta e le città alleate di Argo, Tebe, Atene e Corinto.
La battaglia si svolse nel territorio di Corinto, sul letto asciutto del fiume Nemea, e fu vinta dagli Spartani, che, grazie anche alla successiva vittoria di Coronea, si assicurarono un notevole vantaggio nei primi conflitti terrestri della guerra.

## Antefatto
Le ostilità della guerra di Corinto iniziarono nel 395 a.C. con degli scontri nella Grecia nord-occidentale, che portarono infine ad uno scontro tra Sparta e Tebe nella battaglia di Aliarto, in cui vinsero i Beoti.
Sulla scia di questa battaglia, Atene, Tebe, Corinto e Argo si unirono per formare un'alleanza antispartana, avente le sue armate comandate da un consiglio situato a Corinto. Alle quali si aggiunsero ben presto le regioni dell'Eubea, l'Acarnania, la Tessaglia, la Locride e la Calcidica.
Tale insieme di forze permetteva l'attuazione di una tattica offensiva nei confronti di Sparta, così nel 394 a.C. il Consiglio riunì le sue forze a Corinto. Un esercito spartano comandato da Aristodemo, il reggente del giovane re Agesipoli I, fu inviato a nord dalla Laconia per sfidare gli alleati antispartani. L'esercito di questi, nel frattempo, attendeva a Corinto, mentre il Consiglio discuteva su chi l'avrebbe comandato.
Prima che venisse compiuta una decisione, l'esercito spartano entrò territorio corinzio, bruciando e saccheggiando tutto quello che trovava lungo la strada. Gli alleati marciarono per scontrarsi con gli Spartani e i due eserciti si incontrarono nei pressi del letto asciutto del fiume Nemea.

## Svolgimento
L'esercito spartano era composto da circa 18 o 19000 opliti, a cui si devono aggiungere i reparti di peltasti; degli opliti, 6000 erano Spartani, mentre il resto proveniva da altri Stati della Lega peloponnesiaca; era presente anche una divisione di cavalleria di circa 600 uomini; c'erano poi circa 300 toxòtai cretesi e almeno 400 frombolieri.
Dalla parte degli alleati combattevano circa 24000 opliti, più le truppe leggere; Tebe, Atene, Argo fornirono ognuna circa un quarto delle truppe. In particolare, 6000 opliti erano di Atene, circa 7000 di Argo, 5000 della Beozia, 3000 di Corinto e 3000 dell'Eubea. Anche per cavalleria la suddivisione era la stessa: 800 cavalieri Beoti, 600 Ateniesi, circa 100 da Calcide nell'Eubea e circa 50 dalla Locride.
Gli Spartani ed i loro alleati si schierarono per la battaglia con i Lacedemoni a destra ed i Peloponnesiaci a sinistra. Lo schieramento avversario si divise sull'organizzazione interna: infatti gli Ateniesi volevano posizionarsi a destra, ma alla fine avevano accettato la richiesta dei Beoti di schierarsi a sinistra, mentre i Tebani si localizzarono a destra.
Ciò significava che gli Ateniesi erano di fronte agli Spartani mentre i Beoti e gli altri alleati erano di fronte agli alleati degli Spartani.
Appena le due falangi si mossero per la battaglia, entrambe si distesero verso la loro destra. Questo era un evento comune nelle battaglie oplitiche: i soldati portavano il loro scudo sul braccio sinistro, così gli uomini si spostavano a destra per venire protetti dall'oplon dei loro vicini alla stessa maniera di loro con il proprio scudo. Questa rotazione fece sì che ,nel momento in cui eserciti si incontrarono, entrambi porgevano il proprio fianco sinistro agli avversari. Di conseguenza le ali destre di entrambi gli eserciti furono vittoriose, mentre i fianchi sinistri di entrambi furono sconfitti.
Gli Spartani, sconfitti gli Ateniesi, si voltarono per affrontare i soldati sul lato destro degli alleati, che si ricomponeva dopo aver battuto gli alleati degli Spartani.
La falange spartana colpì prima gli Argivi, poi i Corinzi e infine i Beoti, infliggendo pesanti perdite in tutti e tre i gruppi; alla fine della giornata gli Spartani avevano ucciso 2800 soldati, mentre ne avevano persi solo 1100.

## Conseguenze
Se pur vittoriosi, gli Spartani non furono in grado di forzare il blocco dell'istmo posto da Corinto. Infatti la città, difesa da solide mura, era collegata con il porto occidentale del Lechaion da due file di lunghe mura, mentre il porto orientale di Kenchreai e i passi montani erano presidiati da numerosi fortilizi. L'armata peloponnesiaca non poteva invadere la Beozia, perché pur valicando i passi presidiati da Corinto si sarebbero ritrovati i nemici alle spalle, quindi la tattica migliore era quella di attendere Agesilao II di ritorno dall'Asia. L'attacco congiunto del re in Beozia e della lega a Corinto avrebbe subito gli effetti migliori. Non potendo entrare subito in Grecia centrale l'armata peloponnesiaca si ritirò.

Lo scontro decisivo si sarebbe tenuto a breve con l'arrivo del contingente proveniente dall'Asia che a tappe forzate si dirigeva a Coronea.
Queste due battaglie furono gli unici grandi combattimenti terrestri tradizionali che ebbero luogo nella guerra, che durò fino alla pace di Antalcida (386 a.C.).